# من أنا- لا نظام آمن
من أنا- لا نظام آمن (بالألمانية: Who Am I – Kein System ist sicher) فيلم إثارة ألماني من إخراج باران بو أودر، صدر في عام 2014 وتدور أحداثه في برلين حول مجموعة من مخترقي الحواسيب الذين يسعون إلى جذب انتباه العالم لهم. و يُعد اسم الفيلم مشتق من مجموعة أوامر  من أنا لنظام  يونكس.
صُنف الفيلم في مهرجان تورونتو السينمائي الدولي لعام 2014 ضمن فئة السينما العالمية المعاصرة، و صدر في ألمانيا في الخامس والعشرين من سبتمبر لعام 2014.

## الأحداث
يبدأ الفيلم بأن الهاكر المطلوب  بنيامين انجل يسلم نفسه للشرطة و لكنه يرغب فقط في الحديث مع المحققة الموقوفة عن العمل من قبل يوروبول هانا ليندبرج، و شكلت تلك المحادثة التي دارت في حجرة التحقيق القصة الإطارية للفيلم حيث تم سرد القصة بأسلوب الاسترجاع الفني.
كانت طفولة بنيامين قاسية، فقد هجر والد أمه قبل ولادته، ثم انتحرت أمه عندما كان في الثامنة من عمره، و منذ ذلك الحين فهو يعيش مع جدته. وجد بنيامين موهبته وذاته في  هجمات الاختراق الصغيرة في العالم الافتراضي حيث يشعر بأنه لا قيمة له في العالم الواقعي، و كان المخترق المشهور أم أر إكس هو قدوته الكبرى في الانترنت المظلم ومنه تعلم بنيامين ثلاث قواعد:
1. لا نظام آمن
2. اسع نحو المستحيل
3. لا تحصر متعتك فقط في العالم الافتراضي

قابل بينيامين  خلال توصيله لطلبية البيتزا مرة أخرى ماري التي كان واقعًا في غرامها خلال فترة المدرسة والتي تدرس حاليًا علوم القانون. تمنت ماري على محض الصدفة لو أنها حصلت على أسئلة الامتحان من سيرفرات الجامعة؛ و عليه تسلل بنيامين إلى حجرة السيرفرات مخترقًا حاسوب الجامعة، ليتم كشفه بعد ذلك و يُقبض عليه و يُحكم عليه بعقوبة الخدمة الاجتماعية. تعرف بنيامين على ماكس صاحب الشخصية الساحرة خلال القيام بالخدمة الاجتماعية والذي دعاه للعمل معه على الفور بمجرد اكتشافه مهارات بينيامين في برمجة الحاسوب. عرف ماكس صديقاه باول وشتيفان اللذان طالبا بينيامين بإثبات مهاراته، فاخترق بنيامين محطة كهرباء المدينة؛ لتنقطع الكهرباء لفترة وجيزة عن الشارع بأكمله.
أبقى بنيامين جدته المُصابة بالزهايمر في إحدى دور العجزة، لتستخدم مجموعة الهاكر تلك منزلها كمقر رئيس لهم، و خلال البحث عن اسم للمجموعة اقترح بينيامين اسم كلاي (CLAY ) اختصارًا لجملة المهرجون يضحكون عليك (Clowns laughing at you ). قامت المجموعة بعدة هجمات ذات دوافع انتقادية للمجتمع قادها ماكس من أجل أن يعترف بهم أم أر أكس، و كان من ضحاياهم حزب اليمين المتطرف NBD وإحدى شركات الأدوية الكبرى. و على الرغم من شهرة المجموعة في وسائل الإعلام ومواقع التواصل الاجتماعي ولكن ظل آملهم هو التقيم من أم أر اكس الذي جعل منهم محط سخرية مخترقي الحواسيب الآخرين؛ فطالب ماكس الغاضب للغاية هجومًا جديدًا يتخطى جميع حدودهم، ليقترح بنيامين أن هدفهم سيكون دائرة الاستخبارات الاتحادية التي يعدها الكثيرون أنها لا تُخترق. و قد نجح الهجوم من خلال تقسيم الجروب بشكل سليم و لكن بنيامين سرق معلومات سرية للغاية بجانب أداء مهمته.
أثناء احتفال المجموعة قبل ماكس ماري، و قد انصرف بنيامين الذي يشعر بالغيرة وهو غاضب و سلم أم أر اكس البيانات المسروقة دون علم الآخرين. و بعد ذلك بيوم وُجد الهاكر كريبتون مقتولًا في الغابة،و هو أحد أعضاء مجموعة الأصدقاء (FR13NDS) الروسية للمافيا الإلكترونية. و قد اتضح أن كريبتون كان جسوسًا لدى دائرة الاستخبارات الاتحادية وكانت هويته ضمن البيانات المسروقة، و قد باع أم أر اكس  البيانات مجموعة الأصدقاء. و قد نسب محققو دائرة الاستخبارات الاتحادية واقعة القتل إلى مجموعة الأصدقاء، ولهذه القضية وكلوا المحققة الدنماركية من الشرطة الأوروبية هانا ليندبرج التي تحاول منذ ثلاثة أعوام بلا جدوى أن تضع حدًا لمجموعة الأصدقاء. اعتقد بنيامين أنه هناك إمكانية واحدة لتسليط الضوء على مجموعة كلاي مرة أخرى ألا وهي تقديم كلًا من أم أر إكس ومجموعة الأصدقاء للسلطات.
وخلال  المحادثة الإلكترونية مع إم أر إكس اعترف بمهارات المجموعة و أعطها مهمة تحميل حصان طروادة على الحاسوب الرئيس للشرطة الأوروبية، و قد حدد فريق التحقيق الخاص بهانا موقع كلاي خلال تلك المحادثة ولكن استطاعوا الهرب في الوقت المناسب. وبعد واقعة الفشل هذه من جديد تم إيقاف هانا عن العمل واستُبدلت من المحقق مارتين بومير من الدائرة الاتحادية للتحقيقات الجنائية. أضرمت المجموعة النار في منزل جدة بنيامين كي يخفوا آثارهم. و على الرغم من محاولاتهم العديدة ألا وأنهم لم يفلحوا في الدخول إلى حاسوب الشرطة الأوروبية في لاهاي. استطاع بينامين من خلال خدعة الوصول إلى  نقطة وصول اللاسلكي الخاصة بالمطعم والتلاعب به وبذلك تمكن من الدخول على سيرفر الشرطة الأوروبية من بعد. أرادت المجموعة التحكم في حاسوب أم أر أكس والحصول على هويته من خلال فيروس حصان طروادة الخاص بهم المختبئ في حصان أم أر أكس، ألا وأن أم أر أكس اكتشف حيلتهم وحدد موقع بنيامين أولًا. اتبع قاتلان تابعان لمجموعة الأصدقاء بنيامين و قد استطاع الهروب منهما فب نفق محطة الأنفاق. و عندما إلى غرفة الفندق وجد ماكس وشتيفان وباول مقتولين.
تعود الأحداث إلى الحاضر بعد انتهاء قصة بنيامين المسرودة بأسلوب استرجاع الأحداث، ليعرض بنيامبن على ليندبرج أن يسلم لها أم أر أكس وفي المقابل أن يتم إدراجه في برنامج حماية الشهود، و قد وافقت ليندربرج على الرغم من تحذيرات بومير. و قد دخل بنيامين إلى الإنترنت المظلم كأنه  أم أر إكس معلنًا خيانته لكريبسون. وقع أم أر أكس الغاضب في ذلك الفخ ومكن بنيامين من تتبع آثاره وبهذا تم الإمساك بمخترق الحاسوب الأكثر بحثًا في نيويورك.
رُدت كرامة ليندبرج، ولكها تذكرت الأحداث التي سردها بنيامين وشرعت في التفتيش عنها لتجد أن المنزل المزعم حرقه سليم، كما أن الثلاث جثث المزعمين لا آثر لهم، وقالت ماري أنها لم تلتقي ببنيامين منذ وقت المدرسة. اكتشفت ليندبرج من الطبيب النفسي المعالج لوالدة بنيامين أنه يمكن أن يكون ورث اضطراب الهوية التفارقي؛ فخمنت ليندبرج أن كلًأ من ماكس وشتيفان وباول ما هما إلا من وحي خيال بنيامين وأنه وحده يمثل كلاي. واجهت ليندبرج بينيامين بهذه الحقيقة واخبرته بأنه غير مصرح له برنامج حماية الشهود نظرًا لاضطرابه النفسي، و قد خشى بينيامين أن يُقتل على يد مجموعة الأصدقاء؛ و قد أعطته ليندبرج الفرصة ليخترق نظام برنامج حماية الشهود فقام بنيامين بإدخال هوية جديدة له في قاعدة البيانات وعليه سمحت ليندبرج بإطلاق صراحه.
وفي الختام يظهر بينيامين على متن عبارة متجهة إلى كوبنهاغن ويظهر ماكس شتيفان وباول وماري مرة أخرى، وكانوا جميعهم فرحيين بكونهك «غير مرئيين» مرة أخرى. و كنت انحل هذا اللغز من خلال استرجاع الأحداث حيث بعد هروب بنيامين من قتلة مجموعة الأصدقاء خطط الأربعة إلى لخداع ليندبرج مما بسمح لبنيامين التلاعب في بيانات السجل المركزي وتعديل بياناتهم. أجاب بينيامين عندما سأله بأول عن الذي سيحدث عندما تكتشف ليندبرج حيلتهم قائلًا أنها لديها الآن وحصلت على كل ما ارادته.

## الإنتاج
قامت شركة فيدمان وبرج بالإنتاج وتم التصوير في برلين وروكشتوك.

## وصلات خارجية
- من أنا- لا نظام آمن على موقع IMDb (الإنجليزية)
- من أنا- لا نظام آمن على موقع روتن توميتوز (الإنجليزية)
- من أنا- لا نظام آمن على موقع نتفليكس (الإنجليزية)
- من أنا- لا نظام آمن على موقع قاعدة بيانات الأفلام العربية
- من أنا- لا نظام آمن على موقع ألو سيني (الفرنسية)
- من أنا- لا نظام آمن على موقع Turner Classic Movies (الإنجليزية)
- من أنا- لا نظام آمن على موقع أول موفي (الإنجليزية)
- من أنا- لا نظام آمن على موقع فيلمافينيتي (الإسبانية)
- من أنا- لا نظام آمن على موقع قاعدة بيانات الفيلم (الإنجليزية)
- من أنا- لا نظام آمن على موقع ليتربوكسد (الإنجليزية)

- فيلم من أنا- لا نظام آمن على موقع قاعدة بيانات الأفلام (باللغة الإنجليزية)

- صفحة من أنا- لا نظام آمن على موقع filmportal.de